# Рождественский, Владимир Олимпиевич
Владимир Олимпиевич Рождественский  (1850—1878) — российский морской офицер, участник русско-турецкой войны.

## Биография
Родился в 1850 году.
Был выпущен из морского училища в гардемарины в 1870 году, в 1872 году произведен в офицеры, а в 1876 году в лейтенанты. В том же году он окончил курс в Кронштадтской минной школе. В честь гардемарина, члена экипажа корвета «Витязь» В. О. Рождественского был назван обследованный и нанесённый на карту в 1871 году мыс (мыс Рождественского, Новая Гвинея, 5°30′ ю.ш., 145°48′ в.д.; в настоящее время русское название на карты не наносится). В 1873 году служил мичманом на корабле «Витязь».
Участник русско-турецкой войны 1877—1878 годов. За подвиг храбрости и самоотвержения, выказанные в одной из атак этой войны, Рождественскому был пожалован орден Св. Георгия 4-й степени.

## Награды
- Награждён орденом Св. Георгия 4-й степени (17 июня 1877, по другим данным — 4 июня).
- Также был награждён другими наградами.